# Island of the Dead - L'isola della morte
Island of the Dead - L'isola della morte (Island of the Dead) è un film horror del 2000 diretto da Tim Southam.

## Trama
Un gruppo di persone arriva a Hart Island, isola acquistata dal magnate dell'edilizia Rupert King, per costruire la città di Hope City per aiutare i poveri e i senzatetto della città. L'unico problema è che il municipio di New York ha seppellito lì i morti ignoti fin dal 1869.
Sull'isola sono presenti King insieme al suo assistente personale, un poliziotto di New York alla ricerca del corpo di una ragazza scomparsa e alcuni dipendenti del Dipartimento di Correzione con i detenuti utilizzati per seppellire i morti.
Inizialmente, l'assistente personale scompare dopo essere stato aggredito da quello che sembra essere uno sciame di mosche aggressive. Più tardi, è trovato morto e in decomposizione e delle strane larve si nutrono del cadavere. Le mosche poi si fanno sempre più minacciose ed iniziano a decimare chiunque si trovi sull'isola. Quando i superstiti si rendono conto del pericolo cercano disperatamente di fuggire.